# Dou Wu
Dou Wu, imię publiczne: Youping, chiń 游平 (ur. ? – zm. 25 października 168 roku w Luoyangu) – ojciec cesarzowej wdowy Dou i regent na początku panowania cesarza Linga (168–189).

## Życiorys

### Pochodzenie i początki kariery
Był synem namiestnika komanderii Dou Fenga i potomkiem Dou Ronga, sojusznika założyciela Wschodniej dynastii Han, Guangwu (25–57). Stał się znany jako konfucjański uczony, mający w swojej prywatnej akademii setkę studentów. Początkowo nie interesował się polityką, jednak w 165 jego najstarsza córka Miao dostała się do haremu cesarza Huana (146–168), gdzie uzyskała najwyższą rangę Szlachetnej Damy (貴人, gui ren). Dou Wu przybył wtedy do Luoyangu, gdzie uzyskał tytuł dżentelmena kadetów (郎, lang). Po upadku cesarzowej Deng Mengnü cesarz Huan musiał wybrać nową małżonkę i została nią właśnie córka Dou Wu. Zgodnie z Księgą Późniejszych Hanów cesarscy ministrowie argumentowali, że cesarzowa musi pochodzić z dobrej rodziny, i Dou Miao z pewnością spełniała to kryterium. To, że ministrowie w ogóle mogli de facto zmusić cesarza do wyboru określonej małżonki sugeruje, że po skandalu z cesarzową Deng jego pozycja była słaba. Jednocześnie wydaje się, że rzeczywistą przyczyną poparcia Dou Miao przez cesarskich ministrów był fakt, iż postrzegali oni jej uczonego ojca jako potencjalnego sojusznika w walce ze skorumpowanym dworem.
Dou Wu został teraz mianowany pułkownikiem kawalerii (騎校尉, ji xiaowei) i markizem (侯, hou) Huaili, co wiązało się z nadaniem wielkości pięciu tysięcy domostw. Później przyznano mu także stanowisko Pułkownika Bram Miasta (城門校尉, chengmen xiaowei), odpowiadającego za zewnętrzne obwarowania stolicy. Pomimo tych zaszczytów styl życia Dou Wu miał pozostać skromny i prosty. Wiele z nowo uzyskanych funduszy przeznaczył on na nagrody dla nowo pozyskanych zwolenników, a część przeznaczył na stypendia dla studentów Cesarskiego Uniwersytetu. Zawarł polityczny sojusz z Chen Fanem i innymi wiodącymi urzędnikami, zyskując silną pozycję na dworze. Gdy w 166/167 eunuchowie aresztowali Li Yinga i innych krytyków ich postępowania zaś Chen Fan został zdymisjonowany za protestowanie przeciwko temu, Dou Wu zagroził rezygnacją z zajmowanych urzędów i oddaniem swojego markizatu, za pomocą swojej elokwencji uzyskując zwolnienie więźniów. Ponadto prosił cesarza o to by ten zatrudniał lepszych ludzi na najwyższych stanowiskach, prezentując konkretne rekomendacje. Jak można było się spodziewać cesarz Huan, który nie żywił zbytnich względów w stosunku do narzuconej sobie cesarzowej, nie był zachwycony tą polityczną aktywnością jej ojca.

### Regencja
Cesarz Huan zmarł 25 stycznia 168, nie pozostawiając następcy, i Dou Miao jako cesarzowa wdowa przejęła kontrolę nad rządem. Wybierając następcę cesarza spośród członków rodu panującego Dou Miao w prywatnych apartamentach pałacu konsultowała się ze swoim ojcem. Dou Wu ostatecznie przystał na sugestię urzędnika cenzoratu (御史, yushi) Liu Shu, który zaproponował by cesarzem został dziesięcioletni Liu Hong (cesarz Ling (168–189), który był potomkiem cesarza Zhanga (75–88) w czwartym pokoleniu. Jeszcze 30 stycznia Dou Wu został mianowany przez swoją córkę Naczelnym Generałem (大將軍, da jiangjun), co dawało nominalną zwierzchność nad Armią Północną, główną profesjonalną siłą wojskową w stolicy, i było stopniem zwyczajowo przyznawanym najstarszemu członkowi rodu cesarzowej wdowy. Otrzymał też tytuł markiza Wenxi. Po tym jak został sprowadzony do stolicy 17 lutego Liu Hong formalnie objął władzę, co zostało połączone z dwoma innymi ważnymi aktami. Po pierwsze Chen Fan objął stanowisko Wielkiego Wychowawcy (太傅, taifu); po drugie Dou Wu, Chen Fan i Hu Guang (sprawujący stanowisko Ministra ds. Mas (大司徒, da situ) zostali postawieni na czele Sekretariatu (尚書, shangshu), tworząc tym samym tak częsty w przypadku dynastii Han triumwirat regentów.
Będąc pod ochroną nowych regentów Li Ying i inni przedstawiciele dawnej opozycji powrócili do Luoyangu i otrzymali wysokie stanowiska. Przez kilka miesięcy panowało powszechne przekonanie, że rząd i dwór zostaną zreformowane zgodnie z zasadami konfucjanizmu, w czym główną przeszkodą były wpływy potężnej frakcji eunuchów dominującej za poprzedniego panowania. Chen Fan przekonał Dou Wu że jedynym sposobem na przełamanie impasu jest po prostu zabicie wszystkich eunuchów. 23 czerwca Dou Wu przedstawił memoriał z żądaniem zabicia wszystkich eunuchów, którzy jego zdaniem przekroczyli granice właściwe dla ich roli obsadzając stanowiska w całym imperium swoimi klientami. Dou Miao, głównie pod wpływem eunucha Cao Jie, odmówiła. Stronnictwo regentów zwiększało presję i 8 sierpnia Chen Fan odczytał na dworze memoriał, w którym nazywał pięciu eunuchów (w tym Cao Jie) i ich klikę zdrajcami. Dwór był zszokowany, jednak cesarzowa wdowa nadal chroniła swoich służących. W tej sytuacji Dou Wu stwierdził, że łatwiej niż domagać się śmierci wszystkich eunuchów będzie oskarżyć ich o konkretne przestępstwa i w tym celu zadbał o to by odpowiednie organy sądów i administracji zostały obsadzone przez jego zwolenników. Lojalny wobec niego eunuch, Shan Bing, został wówczas mianowany na kluczowe stanowisko Prefekta Żółtych Wrót (黃門令, huangmen ling), dające dostęp do pałacu. W tym charakterze udało mu się aresztować jednego z eunuchów i torturami wymusić na nim zeznania obciążające Cao Jie i innego eunucha, Wang Fu.

### Pucz eunuchów i śmierć
Shan Bing sporządził memoriał nakazujący aresztowanie Cao Jie, Wang Fu i innych eunuchów, który w nocy 24/25 października został zaniesiony do pałacu. Wydaje się, że ani Dou Wu ani Chen Fan nie byli w pełni świadomi tego faktu, ponieważ późniejszy obrót spraw niewątpliwie ich zaskoczył. Po długich wahaniach eunuchowie otworzyli memoriał zanim ten dotarł do porannej straży i byli zszokowani liczbą eunuchów przeznaczoną do aresztowania. Wtedy siedemnastu z nich złożyło przysięgę, że wspólnie zabiją Dou Wu. Obudzono Cao Jie, który zaprowadził cesarza w bezpieczne miejsce, po czym zmusił urzędników sekretariatu za pomocą miecza do sporządzenia edyktu mianującego Wang Fu Prefektem Żółtych Wrót, wraz ze szczegółowym rozkazem zabicia swojego poprzednika. Wang Fu zabił Shan Binga w więzieniu i sprowadził torturowanego eunucha z powrotem do pałacu. Następnie eunuchowie skonfiskowali pieczęcie cesarzowej wdowy i wyposażeni w ten sposób w jej autorytet nakazali żołnierzom bronić dwóch pałaców oraz drogi pomiędzy nimi. Mając w ten sposób zabezpieczone tyły sporządzili edykt nakazujący aresztowanie Dou Wu.
Jeszcze w nocy ten sam eunuch, który jeszcze kilka godzin temu był w więzieniu, wręczył Dou Wu edykt nakazujący jego aresztowanie. Ten, chociaż zaskoczony, odrzucił go i uciekł do swojego bratanka Dou Shao, który dowodził jednym z pułków Armii Północnej. W międzyczasie Chen Fan zginął, gdy próbował zaatakować eunuchów. W tym czasie w Luoyangu akurat przebywał słynny generał Zhang Huan, który powrócił do stolicy po swoich zwycięstwach na froncie. Wyposażeni w opatrzone pieczęcią cesarzowej wdowy cesarskie rozkazy eunuchowie przekonali go, że cesarstwu zagraża zdrajca Dou Wu, i Zhang Huan stanął na czele ich oddziałów. Dou Wu i Dou Shao zebrali wiernych sobie żołnierzy Północnej Armii, jednak nad ranem, gdy dwie wrogie siły stanęły naprzeciwko siebie, na samą wieść, że mają walczyć z Zhang Huanem podopieczni Dou Wu zaczęli przechodzić na drugą stronę. Opuszczeni Dou Wu i Dou Shou popełnili samobójstwo.
Głowa Dou Wu została powieszona w stołecznym ratuszu, zaś większość jego krewnych i zwolenników została zabita, reszta zaś wygnana na dalekie Południe. Jedynie cesarzowa wdowa Dou Miao pozostała zamknięta w areszcie domowym, gdzie zmarła w 172.